# Jacob Zallel Lauterbach
Jacob Zallel Lauterbach (geboren 6. Januar 1873 in Monastyryska, Österreich-Ungarn; gestorben 21. März 1942 in Cincinnati) war ein österreichisch-US-amerikanischer Rabbiner und Talmudgelehrter.

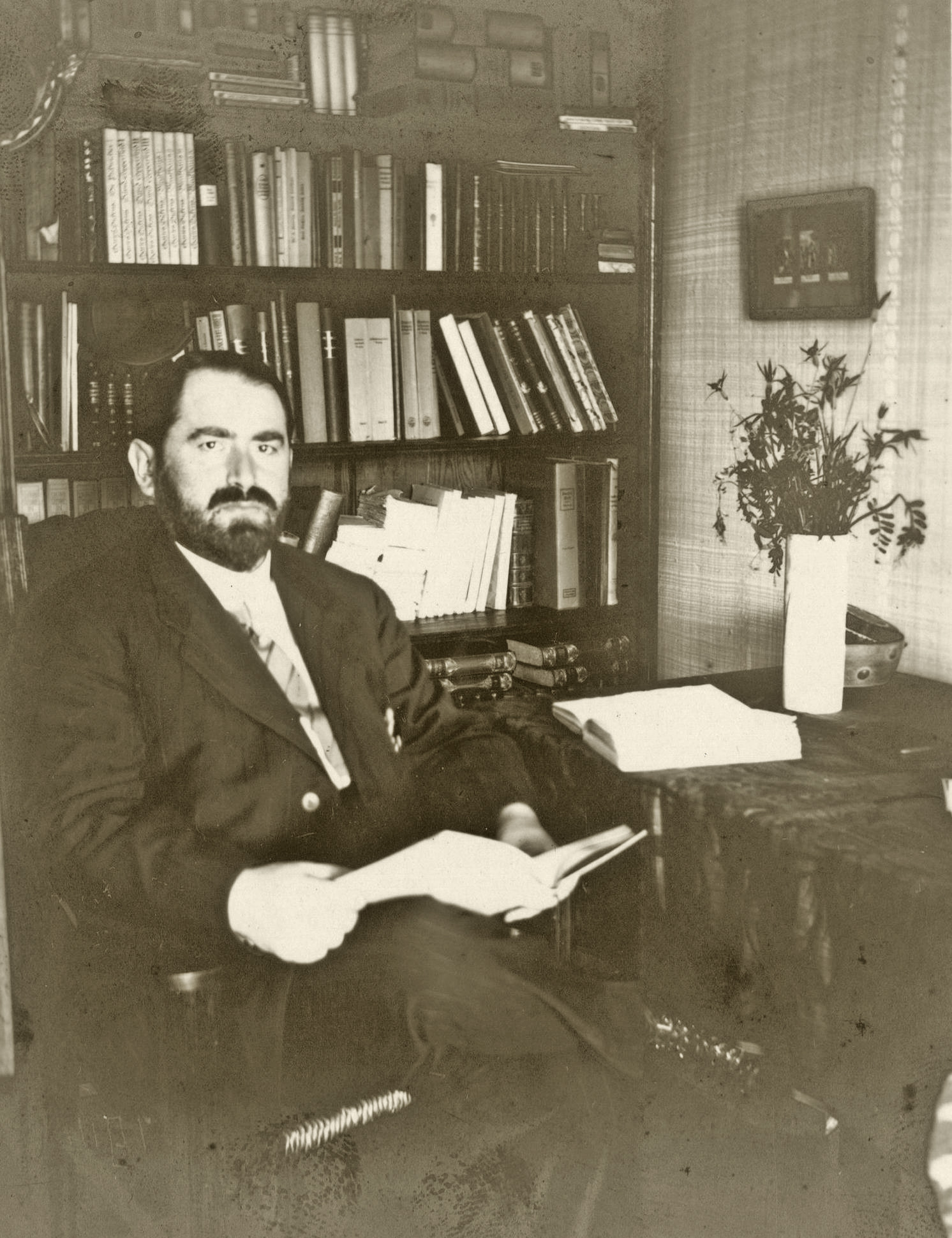
Jacob Zallel Lauterbach (1909)

## Leben
Jacob Zallel Lauterbach studierte an der Berliner Universität und der Universität Göttingen sowie am Rabbinerseminar zu Berlin. Er wurde 1902 bei Julius Wellhausen und Emil Schürer promoviert und machte 1903 das Rabbinerdiplom. Im Jahr 1903 wanderte er in die USA aus. Lauterbach arbeitete als Rabbiner an den traditionellen Synagogen von Peoria, Rochester und bei der Reformgemeinde in Huntsville. Für die zwischen 1901 und 1906 erschienene zwölfbändige Jewish Encyclopedia schrieb er an die 260 Beiträge. Im Jahr 1911 wurde er Professor für Talmudstudien und Rabbinerausbildung am Hebrew Union College. Er lehrte später auch an der American Academy for Jewish Research. Er wurde 1934 emeritiert.
Lauterbach übersetzte die Mekhilta des Rabbi Jischmael ins Englische (1933–49). Er schrieb mehrere Essays über die jüdische Alltagskultur und Folklore und veröffentlichte diese unter anderem im Jewish Quarterly Review. Er war aktives Mitglied der Konferenz der amerikanischen Rabbis und verfasste Responsen zur Ordination von Frauen (1922), zur Autopsie (1925) und zur Empfängnisverhütung (1927).

## Schriften (Auswahl)
- The Sadducees and the Pharisees. 1913
- Mekilta de-Rabbi Ishmael: A Critical Edition on the Basis of the Manuscripts and Early Editions with an English Translation, Introduction, and Notes. 1933–1935. 2nd ed. Philadelphia, PA: Jewish Publication Society, 2004
- Rabbinic Essays. Lou H. Silberman (Hrsg.). Cincinnati: Hebrew Union College Press, 1951
- Walter E. Rothman: A bibliography of the writings of Jacob Z. Lauterbach. Hebrew Union College Press, 1951